# Associazione Sportiva Giana Erminio 2019-2020
Questa voce raccoglie le informazioni riguardanti l'Associazione Sportiva Giana Erminio nelle competizioni ufficiali della stagione 2019-2020.

## Stagione
La stagione 2019-2020 nel girone A di Serie C è stata una stagione difficile per il Giana Erminio, che ha lottato sempre nei bassifondi della classifica. La stagione regolare è stata peraltro stravolta per dalla Pandemia di Covid-19 in Italia, che non ha risparmiato il mondo del calcio. La FIGC ha fermato il campionato di Serie C il 23 febbraio con 26 partite giocate, annullando tutte le partite a venire. 
Il Giana Erminio finisce la stagione regolare, con risultati omologati l'8 giugno 2000, in 17ª posizione, qualificandosi per i play-out. Questi, giocati a porte chiuse in giugno dopo quattro mesi di ferma, condannano la squadra Lombarda alla Serie D, salvo poi essere ripescata la stagione successiva a completamento di organico. Il Play-out è stato perso con l'Olbia, (1-0) in Sardegna e (1-1) a Gorgonzola, con la salvezza sul campo sfumata in pieno recupero. I verdetti del campionato sono stati: Monza promosso in Serie B, retrocessi Pianese e Gozzano, mentre la Giana Erminio, grazie al terz'ultimo posto ottenuto sul campo, come detto è stata ripescata in Serie C. Nella Coppa Italia di Serie C la Giana disputa il girone B di qualificazione, che ha promosso il Lecco.

## Divise e sponsor
Lo sponsor tecnico per la stagione 2019-2020 è Macron, mentre gli sponsor ufficiali sono Bamonte e Cogeser Energia.
| Casa | Trasferta | Terza divisa |

## Organigramma societario
La disposizione delle sezioni e la presenza o meno di determinati ruoli può essere variata in base a spazi occupati e dati in possesso.
Area direttiva
- Presidente: Oreste Bamonte

Area organizzativa
- Team manager: Giorgio Domaneschi
- Magazziniere: Franco Galletti,  Paolo Albé, Vincenzo Omati

Area tecnica
- Allenatore: Riccardo Maspero, da settembre Cesare Albè
- Allenatore in seconda: Pierluigi Sartirana, da settembre Raul Bertarelli
- Collaboratore tecnico: Simone Zullo
- Preparatore/i atletico/i: Stefano Tomarchio
- Preparatore dei portieri: Sabatino Nese

Area sanitaria
- Responsabile: Lucio Besana
- Medici sociali: Davide Mandelli, Maurizio Gallo
- Massofisioterapista: Mauro Bulla

## Rosa
| N. |                    | Ruolo | Calciatore         |
| -- | ------------------ | ----- | ------------------ |
| 1  | Italia (bandiera)  | P     | Riccardo Leoni     |
| 2  | Italia (bandiera)  | D     | Simone Perico      |
| 3  | Italia (bandiera)  | D     | Matthias Solerio   |
| 4  | Italia (bandiera)  | D     | Giacomo Gambaretti |
| 5  | Italia (bandiera)  | D     | Mohamed M'Zoughi   |
| 6  | Italia (bandiera)  | C     | Gianluca Piccoli   |
| 7  | Italia (bandiera)  | C     | Daniele Pinto      |
| 8  | Italia (bandiera)  | A     | Matteo Pedrini     |
| 9  | Italia (bandiera)  | A     | Bryan Gioè         |
| 10 | Italia (bandiera)  | A     | Fabio Perna        |
| 11 | Italia (bandiera)  | A     | Gilles Duguet      |
| 14 | Italia (bandiera)  | C     | Mattia Colleoni    |
| 15 | Italia (bandiera)  | C     | Lorenzo Remedi     |
| 17 | Italia (bandiera)  | C     | Giorgio Serafini   |
| 18 | Francia (bandiera) | A     | Hervé Nnanga       |

| N. |                   | Ruolo | Calciatore         |
| -- | ----------------- | ----- | ------------------ |
| 19 | Italia (bandiera) | A     | Tommaso Fumagalli  |
| 20 | Italia (bandiera) | C     | Marco Capano       |
| 21 | Italia (bandiera) | C     | Riccardo Zulli     |
| 22 | Italia (bandiera) | P     | Matteo Marenco     |
| 23 | Italia (bandiera) | D     | Alessandro Sosio   |
| 24 | Italia (bandiera) | D     | Andrea Montesano   |
| 25 | Italia (bandiera) | D     | Davide Pirola      |
| 26 | Italia (bandiera) | A     | Matteo Cortesi     |
| 27 | Italia (bandiera) | D     | Angelo Cazzago     |
| 28 | Italia (bandiera) | A     | Cristian Mutton    |
| 30 | Italia (bandiera) | C     | Tommaso Bellazzini |
|    | Italia (bandiera) | A     | Jacopo Manconi     |
|    | Italia (bandiera) | P     | Alessio D'Aniello  |
|    | Italia (bandiera) | D     | Jacopo Bonella     |
|    | Italia (bandiera) | D     | Luca Stanzione     |

## Risultati

### Serie C

#### Girone d'andata
| Arbitro: | Paterna (Teramo) |

|                       |           |  |
| Grbac 2’ Possenti 28’ | Marcatori |  |

| Arbitro: | Marchetti (Ostia Lido) |

|                        |           |            |
| La Rosa 54’ Parigi 64’ | Marcatori | 3’ Pedrini |

| Arbitro: | Centi (Viterbo) |

|  |           |                                                       |
|  | Marcatori | 20’ L. Benedetti 35’ Catanese 51’ Udoh 84’ Montaperto |

| Arbitro: | Zamagni (Cesena) |

|              |           |             |
| Emiliano 56’ | Marcatori | 73’ F.Perna |

| Arbitro: | Miele (Nola) |

|             |           |                      |
| Piccoli 57’ | Marcatori | 20’ (rig.) Infantino |

| Arbitro: | Cosso (Reggio Calabria) |

|                                                    |           |  |
| Eusepi 52’ Prestia 7’ Chiarello 28’ Pandolfi 90+2’ | Marcatori |  |

| Arbitro: | Delrio (Ancona) |

|             |           |                                                 |
| Cortesi 85’ | Marcatori | 9’ (rig.) Calcagni 56’ De Cenco 79’ M. Semprini |

| Arbitro: | Luciani (Roma) |

|                         |           |            |
| Iovine 65’ Miracoli 88’ | Marcatori | 58’ Remedi |

| Arbitro: | Di Cairano (Ariano Irpino) |

|                       |           |             |
| Piccoli 20’ Pinto 44’ | Marcatori | 62’ Capanni |

| Arbitro: | Scatena (Avezzano) |

|           |           |             |
| Gucci 61’ | Marcatori | 51’ Madonna |

| Arbitro: | Bordin (Bassano del Grappa) |

|             |           |             |
| Cortesi 87’ | Marcatori | 22’ Morello |

| Arbitro: | Collu (Cagliari) |

|                     |           |  |
| Cutolo 36’ Caso 67’ | Marcatori |  |

| Arbitro: | Fiero (Pistoia) |

|             |           |                      |
| Cortesi 89’ | Marcatori | 78’ (rig.) Dany Mota |

| Arbitro: | Arace (Lugo di Romagna) |

|             |           |            |
| R. Rosso 1’ | Marcatori | 12’ Remedi |

| Arbitro: | F. Longo (Paola) |

|              |           |                        |
| F. Perna 65’ | Marcatori | 9’ D'Auria 79’ Guidone |

| Arbitro: | Carella (Bari) |

|            |           |             |
| D'Anna 78’ | Marcatori | 55’ Cortesi |

| Arbitro: | Catanoso (Reggio Calabria) |

|              |           |                       |
| F. Perna 14’ | Marcatori | 25’ Gelli 90+4’ Kouko |

| Arbitro: | Marotta (Sapri) |

|                                          |           |  |
| A. Brighenti 11’ Chiricò 37’ Gliozzi 72’ | Marcatori |  |

| Arbitro: | Arena (Torre del Greco) |

|  |           |                                         |
|  | Marcatori | 65’ Masetti 84’ Lombardoni 90+3’ Pedone |

#### Girone di ritorno
| Arbitro: | Donda (Cormons) |

|                             |           |             |
| Sorrentino 8’ Anghileri 90’ | Marcatori | 82’ Solerio |

| Arbitro: | Fontani (Siena) |

|                        |           |                   |
| Cortesi 1’ Madonna 22’ | Marcatori | 36’, 80’ Ogunseye |

| Arbitro: | Zucchetti (Siena) |

|                    |           |                  |
| Momentè 42’ (rig.) | Marcatori | 2’, 80’ F. Perna |

| Arbitro: | Frascaro (Firenze) |

|             |           |  |
| Manconi 68’ | Marcatori |  |

| Arbitro: | Pirrotta (Barcellona Pozzo di Gotto) |

|            |           |                                            |
| Murolo 27’ | Marcatori | 25’ Greselin 47’, 66’ Manconi 75’ F. Perna |

| Arbitro: | Arace (Lugo di Romagna) |

|                  |           |               |
| Manconi 23’, 36’ | Marcatori | 44’ Chiarello |

| Arbitro: | Giaccaglia (Jesi) |

|  |           |                                 |
|  | Marcatori | 51’ Pinto 90+3’ (rig.) F. Perna |

### Play-out
| Arbitro: | Santoro (Messina) |

|                     |           |  |
| F. Perna 55’ (aut.) | Marcatori |  |

| Arbitro: | Miele (Nola) |

|                    |           |                |
| F. Perna 5’ (rig.) | Marcatori | 90+2’ Ogunseye |

### Coppa Italia Serie C

#### Girone B
| Arbitro: | Scarpa (Collegno) |

|  |           |             |
|  | Marcatori | 13’ Sibilli |

| Arbitro: | Arace (Lugo di Romagna) |

|            |           |                     |
| D'Anna 82’ | Marcatori | 90+1’, 90+7’ Mutton |